# Esgrima als Jocs Olímpics d'estiu de 1924 - floret individual masculí
La competició de floret individual masculí va ser una de les sis proves del programa d'esgrima que es van disputar als Jocs Olímpics de París de 1924. La prova es va disputar entre el 1 i el 4 de juliol de 1924, amb la participació de 49 tiradors procedents de 16 nacions diferents.

## Medallistes
| Or                 | Plata                  | Bronze                  |
| Roger Ducret (FRA) | Philippe Cattiau (FRA) | Maurice Van Damme (BEL) |

## Resultats

### Primera eliminatòria
Es disputa l'1 de juliol. Els tres primers de cadascuna de les 12 sèries passen a la segona ronda. Dels 71 inscrits sols es presenten 49 tiradors.
| Pos. | Tirador         | Nació         | Victòries | TF | TC | Rival | Rival | Rival |
| Pos. | Tirador         | Nació         | Victòries | TF | TC | BER   | KUN   | GAR   |
| ---- | --------------- | ------------- | --------- | -- | -- | ----- | ----- | ----- |
| 1    | Jens Berthelsen | Dinamarca     | 2         | 10 | 4  | X     | 5-3   | 5-1   |
| 2    | Paul Kunze      | Països Baixos | 1         | 8  | 6  | 3-5   | X     | 5-1   |
| 3    | Santiago García | Espanya       | 0         | 2  | 10 | 1-5   | 1-5   | X     |

| Pos. | Atleta             | Nació         | Nota                    |
| ---- | ------------------ | ------------- | ----------------------- |
| -    | Édouard Fitting    | Suïssa        | Passa a la segona ronda |
| -    | Nicolaas Nederpeld | Països Baixos | Passa a la segona ronda |

| Pos. | Tirador        | Nació     | Victòries | TF | TC | Rival | Rival | Rival | Rival |
| Pos. | Tirador        | Nació     | Victòries | TF | TC | DUC   | CRA   | LAR   | EMP   |
| ---- | -------------- | --------- | --------- | -- | -- | ----- | ----- | ----- | ----- |
| 1    | Roger Ducret   | França    | 3         | 15 | 11 | X     | 5-4   | 5-4   | 5-3   |
| 2    | Charles Crahay | Bèlgica   | 2         | 14 | 13 | 4-5   | X     | 5-4   | 5-4   |
| 3    | Roberto Larraz | Argentina | 1         | 13 | 12 | 4-5   | 4-5   | X     | 5-2   |
| 4    | Eugène Empeyta | Suïssa    | 0         | 9  | 15 | 3-5   | 4-5   | 2-5   | X     |

| Pos. | Tirador            | Nació        | Victòries | TF | TC | Rival | Rival | Rival | Rival |
| Pos. | Tirador            | Nació        | Victòries | TF | TC | FIT   | MON   | BLO   | HUB   |
| ---- | ------------------ | ------------ | --------- | -- | -- | ----- | ----- | ----- | ----- |
| 1    | Édouard Fitting    | Suïssa       | 2         | 13 | 11 | X     | 5-4   | 5-2   | 3-5   |
| 2    | Robert Montgomerie | Regne Unit   | 2         | 14 | 12 | 4-5   | X     | 5-4   | 5-3   |
| 3    | Harold Bloomer     | Estats Units | 1         | 11 | 12 | 2-5   | 4-5   | X     | 5-2   |
| 4    | Ernst Huber        | Àustria      | 1         | 10 | 13 | 5-3   | 3-5   | 2-5   | X     |

| Pos. | Tirador          | Nació     | Victòries | TF | TC | Rival | Rival | Rival | Rival | Rival |
| Pos. | Tirador          | Nació     | Victòries | TF | TC | MEN   | ETT   | ALB   | AAG   | WIN   |
| ---- | ---------------- | --------- | --------- | -- | -- | ----- | ----- | ----- | ----- | ----- |
| 1    | Pedro Mendy      | Uruguai   | 3         | 19 | 13 | X     | 4-5   | 5-0   | 5-4   | 5-4   |
| 2    | Kurt Ettinger    | Àustria   | 3         | 18 | 15 | 5-4   | X     | 3-5   | 5-3   | 5-3   |
| 3    | John Albaret     | Suïssa    | 3         | 15 | 15 | 0-5   | 5-3   | X     | 5-4   | 5-3   |
| 4    | Svend Aage Munck | Dinamarca | 1         | 16 | 18 | 4-5   | 3-5   | 4-5   | X     | 5-3   |
| 5    | Konrad Winkler   | Polònia   | 0         | 13 | 20 | 4-5   | 3-5   | 3-5   | 3-5   | X     |

| Pos. | Tirador            | Nació        | Victòries | TF | TC | Rival | Rival | Rival | Rival | Rival |
| Pos. | Tirador            | Nació        | Victòries | TF | TC | COU   | BOY   | SHE   | AKR   | TEL   |
| ---- | ------------------ | ------------ | --------- | -- | -- | ----- | ----- | ----- | ----- | ----- |
| 1    | Jacques Coutrot    | França       | 4         | 20 | 8  | X     | 5-1   | 5-1   | 5-3   | 5-3   |
| 2    | Burke Boyce        | Estats Units | 2         | 14 | 15 | 1-5   | X     | 5-4   | 3-5   | 5-1   |
| 3    | Frederick Sherriff | Regne Unit   | 2         | 15 | 16 | 1-5   | 4-5   | X     | 5-3   | 5-3   |
| 4    | Sigurd Akre-Aas    | Noruega      | 1         | 15 | 18 | 3-5   | 5-3   | 3-5   | X     | 4-5   |
| 5    | Gilberto Tellechea | Uruguai      | 1         | 12 | 19 | 3-5   | 1-5   | 3-5   | 5-4   | X     |

| Pos. | Tirador            | Nació          | Victòries | TF | TC | Rival | Rival | Rival | Rival |
| Pos. | Tirador            | Nació          | Victòries | TF | TC | QUE   | DEL   | LOR   | JAV   |
| ---- | ------------------ | -------------- | --------- | -- | -- | ----- | ----- | ----- | ----- |
| 1    | Manuel Queiróz     | Portugal       | 3         | 15 | 10 | X     | 5-3   | 5-3   | 5-4   |
| 2    | Juan Delgado       | Espanya        | 2         | 13 | 7  | 3-5   | X     | 5-1   | 5-1   |
| 3    | Frithjof Lorentzen | Noruega        | 1         | 9  | 12 | 3-5   | 1-5   | X     | 5-2   |
| 4    | Josef Javůrek      | Txecoslovàquia | 0         | 7  | 15 | 4-5   | 1-5   | 2-5   | X     |

| Pos. | Tirador          | Nació          | Victòries | TF | TC | Rival | Rival | Rival | Rival | Rival |
| Pos. | Tirador          | Nació          | Victòries | TF | TC | CAT   | DOY   | DÍE   | SCH   | DVO   |
| ---- | ---------------- | -------------- | --------- | -- | -- | ----- | ----- | ----- | ----- | ----- |
| 1    | Philippe Cattiau | França         | 4         | 20 | 7  | X     | 5-2   | 5-2   | 5-2   | 5-1   |
| 2    | Geoffrey Doyne   | Regne Unit     | 3         | 17 | 15 | 2-5   | X     | 5-4   | 5-3   | 5-3   |
| 3    | Diego Díez       | Espanya        | 2         | 16 | 15 | 2-5   | 4-5   | X     | 5-2   | 5-3   |
| 4    | Zoltán Schenker  | Hongria        | 1         | 12 | 15 | 2-5   | 3-5   | 2-5   | X     | 5-0   |
| 5    | František Dvořák | Txecoslovàquia | 0         | 7  | 20 | 1-5   | 3-5   | 3-5   | 0-5   | X     |

| Pos. | Tirador        | Nació         | Victòries | TF | TC | Rival | Rival | Rival | Rival | Rival |
| Pos. | Tirador        | Nació         | Victòries | TF | TC | SEL   | CAL   | DE    | SJØ   | DE    |
| ---- | -------------- | ------------- | --------- | -- | -- | ----- | ----- | ----- | ----- | ----- |
| 1    | Edgar Seligman | Regne Unit    | 4         | 20 | 9  | X     | 5-3   | 5-4   | 5-0   | 5-2   |
| 2    | George Calnan  | Estats Units  | 3         | 18 | 9  | 3-5   | X     | 5-1   | 5-1   | 5-2   |
| 3    | Arie de Jong   | Països Baixos | 2         | 15 | 13 | 4-5   | 1-5   | X     | 5-2   | 5-1   |
| 4    | Erik Sjøqvist  | Dinamarca     | 1         | 8  | 18 | 0-5   | 1-5   | 2-5   | X     | 5-3   |
| 5    | Félix de Pomés | Espanya       | 0         | 8  | 20 | 2-5   | 2-5   | 1-5   | 3-5   | X     |

| Pos. | Tirador             | Nació        | Victòries | TF | TC | Rival | Rival | Rival | Rival |
| Pos. | Tirador             | Nació        | Victòries | TF | TC | OSI   | MEN   | DE    | JET   |
| ---- | ------------------- | ------------ | --------- | -- | -- | ----- | ----- | ----- | ----- |
| 1    | Ivan Osiier         | Dinamarca    | 2         | 10 | 3  | X     | 5-2   |       | 5-1   |
| 2    | Domingo Mendy       | Uruguai      | 1         | 7  | 8  | 2-5   | X     | 5-3   |       |
| 3    | Xavier de Beukelaer | Bèlgica      | 0         | 3  | 5  |       | 3-5   | X     |       |
| -    | Thomas Jeter        | Estats Units | 0         | 1  | 5  | 1-5   | DNF   | DNF   | X     |

| Pos. | Tirador           | Nació     | Victòries | TF | TC | Rival | Rival | Rival | Rival |
| Pos. | Tirador           | Nació     | Victòries | TF | TC | VAN   | FAL   | GOT   | GUE   |
| ---- | ----------------- | --------- | --------- | -- | -- | ----- | ----- | ----- | ----- |
| 1    | Maurice Van Damme | Bèlgica   | 3         | 15 | 6  | X     | 5-1   | 5-2   | 5-3   |
| 2    | Johan Falkenberg  | Noruega   | 2         | 11 | 11 | 1-5   | X     | 5-4   | 5-2   |
| 3    | Alois Gottfried   | Àustria   | 1         | 11 | 13 | 2-5   | 4-5   | X     | 5-3   |
| 4    | Carlos Guerrico   | Argentina | 0         | 8  | 15 | 3-5   | 2-5   | 3-5   | X     |

| Pos. | Tirador             | Nació     | Victòries | TF | TC | Rival | Rival | Rival | Rival |
| Pos. | Tirador             | Nació     | Victòries | TF | TC | DUF   | CAS   | DE    | FOU   |
| ---- | ------------------- | --------- | --------- | -- | -- | ----- | ----- | ----- | ----- |
| 1    | Émile Dufranc       | Bèlgica   | 3         | 15 | 7  | X     | 5-3   | 5-3   | 5-1   |
| 2    | Horacio Casco       | Argentina | 2         | 13 | 8  | 3-5   | X     | 5-3   | 5-0   |
| 3    | Gil de Andrade      | Portugal  | 1         | 11 | 11 | 3-5   | 3-5   | X     | 5-1   |
| 4    | Theodoros Foustanos | Grècia    | 0         | 2  | 15 | 1-5   | 0-5   | 1-5   | X     |

### Segona eliminatòria
Es disputà l'1 de juliol. Els tres primers de cadascuna de les sis sèries passen a quarts de final.
| Pos. | Tirador             | Nació         | Victòries | TF | TC | Rival | Rival | Rival | Rival | Rival | Rival |
| Pos. | Tirador             | Nació         | Victòries | TF | TC | LAR   | COU   | DEB   | FAL   | KUN   | SHE   |
| ---- | ------------------- | ------------- | --------- | -- | -- | ----- | ----- | ----- | ----- | ----- | ----- |
| 1    | Roberto Larraz      | Argentina     | 5         | 25 | 13 | X     | 5-1   | 5-4   | 5-1   | 5-4   | 5-3   |
| 2    | Jacques Coutrot     | França        | 4         | 21 | 13 | 1-5   | X     | 5-1   | 5-4   | 5-1   | 5-2   |
| 3    | Xavier de Beukelaer | Bèlgica       | 3         | 20 | 15 | 4-5   | 1-5   | X     | 5-3   | 5-2   | 5-0   |
| 4    | Johan Falkenberg    | Noruega       | 2         | 18 | 20 | 1-5   | 4-5   | 3-5   | X     | 5-1   | 5-4   |
| 5    | Paul Kunze          | Països Baixos | 1         | 13 | 21 | 4-5   | 1-5   | 2-5   | 1-5   | X     | 5-1   |
| 6    | Frederick Sherriff  | Regne Unit    | 0         | 10 | 25 | 3-5   | 2-5   | 0-5   | 4-5   | 1-5   | X     |

| Pos. | Tirador            | Nació         | Victòries | TF | TC | Rival | Rival | Rival | Rival | Rival | Rival |
| Pos. | Tirador            | Nació         | Victòries | TF | TC | VAN   | LOR   | DEA   | NED   | MEN   | BLO   |
| ---- | ------------------ | ------------- | --------- | -- | -- | ----- | ----- | ----- | ----- | ----- | ----- |
| 1    | Maurice Van Damme  | Bèlgica       | 5         | 25 | 7  | X     | 5-2   | 5-1   | 5-0   | 5-0   | 5-4   |
| 2    | Frithjof Lorentzen | Noruega       | 4         | 22 | 13 | 2-5   | X     | 5-2   | 5-2   | 5-2   | 5-2   |
| 3    | Gil de Andrade     | Portugal      | 3         | 18 | 20 | 1-5   | 2-5   | X     | 5-3   | 5-3   | 5-4   |
| 4    | Nicolaas Nederpeld | Països Baixos | 1         | 13 | 22 | 0-5   | 2-5   | 3-5   | X     | 5-2   | 3-5   |
| 5    | Pedro Mendy        | Uruguai       | 1         | 12 | 22 | 0-5   | 2-5   | 3-5   | 2-5   | X     | 5-2   |
| 6    | Harold Bloomer     | Estats Units  | 1         | 17 | 23 | 4-5   | 2-5   | 4-5   | 5-3   | 2-5   | X     |

| Pos. | Tirador         | Nació      | Victòries | TF | TC | Rival | Rival | Rival | Rival | Rival | Rival |
| Pos. | Tirador         | Nació      | Victòries | TF | TC | CRA   | DEL   | QUE   | DOY   | FIT   | GOT   |
| ---- | --------------- | ---------- | --------- | -- | -- | ----- | ----- | ----- | ----- | ----- | ----- |
| 1    | Charles Crahay  | Bèlgica    | 4         | 23 | 14 | X     | 5-2   | 5-2   | 5-4   | 3-5   | 5-1   |
| 2    | Juan Delgado    | Espanya    | 4         | 22 | 17 | 2-5   | X     | 5-4   | 5-3   | 5-2   | 5-3   |
| 3    | Manuel Queiróz  | Portugal   | 3         | 21 | 17 | 2-5   | 4-5   | X     | 5-3   | 5-3   | 5-1   |
| 4    | Geoffrey Doyne  | Regne Unit | 2         | 20 | 18 | 4-5   | 3-5   | 3-5   | X     | 5-3   | 5-0   |
| 5    | Édouard Fitting | Suïssa     | 2         | 18 | 20 | 5-3   | 2-5   | 3-5   | 3-5   | X     | 5-2   |
| 6    | Alois Gottfried | Àustria    | 0         | 7  | 25 | 1-5   | 3-5   | 1-5   | 0-5   | 2-5   | X     |

| Pos. | Tirador            | Nació        | Victòries | TF | TC | Rival | Rival | Rival | Rival | Rival | Rival |
| Pos. | Tirador            | Nació        | Victòries | TF | TC | CAL   | MON   | DUC   | CAS   | DÍE   | ALB   |
| ---- | ------------------ | ------------ | --------- | -- | -- | ----- | ----- | ----- | ----- | ----- | ----- |
| 1    | George Calnan      | Estats Units | 4         | 24 | 16 | X     | 4-5   | 5-3   | 5-3   | 5-3   | 5-2   |
| 2    | Robert Montgomerie | Regne Unit   | 4         | 23 | 16 | 5-4   | X     | 3-5   | 5-4   | 5-2   | 5-1   |
| 3    | Roger Ducret       | França       | 3         | 20 | 17 | 3-5   | 5-3   | X     | 2-5   | 5-3   | 5-1   |
| 4    | Horacio Casco      | Argentina    | 2         | 20 | 18 | 3-5   | 4-5   | 5-2   | X     | 3-5   | 5-1   |
| 5    | Diego Díez         | Espanya      | 2         | 18 | 21 | 3-5   | 2-5   | 3-5   | 5-3   | X     | 5-3   |
| 6    | John Albaret       | Suïssa       | 0         | 8  | 25 | 2-5   | 1-5   | 1-5   | 1-5   | 3-5   | X     |

| Pos. | Tirador          | Nació         | Victòries | TF | TC | Rival | Rival | Rival | Rival | Rival | Rival |
| Pos. | Tirador          | Nació         | Victòries | TF | TC | SEL   | OSI   | ETT   | FIT   | DEJ   | GAR   |
| ---- | ---------------- | ------------- | --------- | -- | -- | ----- | ----- | ----- | ----- | ----- | ----- |
| 1    | Edgar Seligman   | Regne Unit    | 5         | 25 | 16 | X     | 5-4   | 5-3   | 5-3   | 5-4   | 5-2   |
| 2    | Ivan Osiier      | Dinamarca     | 4         | 24 | 8  | 4-5   | X     | 5-0   | 5-1   | 5-2   | 5-0   |
| 3    | Kurt Ettinger    | Àustria       | 3         | 18 | 16 | 3-5   | 0-5   | X     | 5-1   | 5-2   | 5-3   |
| 4    | Frédéric Fitting | Suïssa        | 2         | 15 | 17 | 3-5   | 1-5   | 1-5   | X     | 5-2   | 5-0   |
| 5    | Arie de Jong     | Països Baixos | 1         | 15 | 23 | 4-5   | 2-5   | 2-5   | 2-5   | X     | 5-3   |
| 6    | Santiago García  | Espanya       | 0         | 8  | 25 | 2-5   | 0-5   | 3-5   | 0-5   | 3-5   | X     |

| Pos. | Tirador          | Nació        | Victòries | TF | TC | Rival | Rival | Rival | Rival | Rival |
| Pos. | Tirador          | Nació        | Victòries | TF | TC | CAT   | MEN   | BER   | DUF   | BOY   |
| ---- | ---------------- | ------------ | --------- | -- | -- | ----- | ----- | ----- | ----- | ----- |
| 1    | Philippe Cattiau | França       | 4         | 20 | 9  | X     | 5-2   | 5-2   | 5-2   | 5-3   |
| 2    | Domingo Mendy    | Uruguai      | 2         | 16 | 15 | 2-5   | X     | 5-1   | 5-4   | 4-5   |
| 3    | Jens Berthelsen  | Dinamarca    | 2         | 13 | 15 | 2-5   | 1-5   | X     | 5-4   | 5-1   |
| 4    | Émile Dufranc    | Bèlgica      | 1         | 15 | 19 | 2-5   | 4-5   | 4-5   | X     | 5-4   |
| 5    | Burke Boyce      | Estats Units | 1         | 13 | 19 | 3-5   | 5-4   | 1-5   | 4-5   | X     |

### Quarts de final
Es disputen el 2 de juliol. Els quatre primers de cadascuna dels tres grups passen a la semifinal.
| Pos. | Tirador            | Nació      | Victòries | TF | TC | Rival | Rival | Rival | Rival | Rival | Rival |
| Pos. | Tirador            | Nació      | Victòries | TF | TC | DEL   | ETT   | COU   | VAN   | MON   | DE    |
| ---- | ------------------ | ---------- | --------- | -- | -- | ----- | ----- | ----- | ----- | ----- | ----- |
| 1    | Juan Delgado       | Espanya    | 4         | 21 | 14 | X     | 5-2   | 1-5   | 5-4   | 5-3   | 5-0   |
| 2    | Kurt Ettinger      | Àustria    | 4         | 22 | 17 | 2-5   | X     | 5-2   | 5-3   | 5-3   | 5-4   |
| 3    | Jacques Coutrot    | França     | 3         | 21 | 17 | 5-1   | 2-5   | X     | 4-5   | 5-4   | 5-2   |
| 4    | Maurice Van Damme  | Bèlgica    | 2         | 20 | 19 | 4-5   | 3-5   | 5-4   | X     | 3-5   | 5-0   |
| 5    | Robert Montgomerie | Regne Unit | 2         | 20 | 22 | 3-5   | 3-5   | 4-5   | 5-3   | X     | 5-4   |
| 6    | Gil de Andrade     | Portugal   | 0         | 10 | 25 | 0-5   | 4-5   | 2-5   | 0-5   | 4-5   | X     |

| Pos. | Tirador        | Nació        | Victòries | TF | TC | Rival | Rival | Rival | Rival | Rival | Rival |
| Pos. | Tirador        | Nació        | Victòries | TF | TC | SEL   | DUC   | CAL   | OSI   | CRA   | QUE   |
| ---- | -------------- | ------------ | --------- | -- | -- | ----- | ----- | ----- | ----- | ----- | ----- |
| 1    | Edgar Seligman | Regne Unit   | 4         | 24 | 18 | X     | 5-3   | 4-5   | 5-3   | 5-3   | 5-4   |
| 2    | Roger Ducret   | França       | 3         | 22 | 17 | 3-5   | X     | 5-1   | 5-3   | 4-5   | 5-3   |
| 3    | George Calnan  | Estats Units | 3         | 16 | 21 | 5-4   | 1-5   | X     | 0-5   | 5-4   | 5-3   |
| 4    | Ivan Osiier    | Dinamarca    | 2         | 20 | 19 | 3-5   | 3-5   | 5-0   | X     | 5-4   | 4-5   |
| 5    | Charles Crahay | Bèlgica      | 2         | 21 | 22 | 3-5   | 5-4   | 4-5   | 4-5   | X     | 5-3   |
| 6    | Manuel Queiróz | Portugal     | 1         | 18 | 24 | 4-5   | 3-5   | 3-5   | 5-4   | 3-5   | X     |

| Pos. | Tirador             | Nació     | Victòries | TF | TC | Rival | Rival | Rival | Rival | Rival | Rival |
| Pos. | Tirador             | Nació     | Victòries | TF | TC | CAT   | LAR   | DE    | LOR   | MEN   | BER   |
| ---- | ------------------- | --------- | --------- | -- | -- | ----- | ----- | ----- | ----- | ----- | ----- |
| 1    | Philippe Cattiau    | França    | 5         | 25 | 10 | X     | 5-3   | 5-3   | 5-1   | 5-1   | 5-2   |
| 2    | Roberto Larraz      | Argentina | 4         | 23 | 13 | 3-5   | X     | 5-0   | 5-3   | 5-4   | 5-1   |
| 3    | Xavier de Beukelaer | Bèlgica   | 2         | 15 | 18 | 3-5   | 0-5   | X     | 5-1   | 5-2   | 2-5   |
| 4    | Frithjof Lorentzen  | Noruega   | 2         | 15 | 20 | 1-5   | 3-5   | 1-5   | X     | 5-2   | 5-3   |
| 5    | Domingo Mendy       | Uruguai   | 1         | 14 | 20 | 1-5   | 4-5   | 2-5   | 2-5   | X     | 5-0   |
| 6    | Jens Berthelsen     | Dinamarca | 1         | 11 | 22 | 2-5   | 1-5   | 5-2   | 3-5   | 0-5   | X     |

### Semifinals
Es disputen el 3 de juliol. Els quatre primers de cadascun dels dos grups passen a la final.
| Pos. | Tirador           | Nació     | Victòries | TF | TC | Rival | Rival | Rival | Rival | Rival | Rival |
| Pos. | Tirador           | Nació     | Victòries | TF | TC | DUC   | OSI   | VAN   | LAR   | DEL   | ETT   |
| ---- | ----------------- | --------- | --------- | -- | -- | ----- | ----- | ----- | ----- | ----- | ----- |
| 1    | Roger Ducret      | França    | 4         | 22 | 12 | X     | 2-5   | 5-0   | 5-4   | 5-0   | 5-3   |
| 2    | Ivan Osiier       | Dinamarca | 4         | 22 | 17 | 5-2   | X     | 2-5   | 5-4   | 5-4   | 5-2   |
| 3    | Maurice Van Damme | Bèlgica   | 3         | 19 | 15 | 0-5   | 5-2   | X     | 4-5   | 5-1   | 5-2   |
| 4    | Roberto Larraz    | Argentina | 3         | 23 | 18 | 4-5   | 4-5   | 5-4   | X     | 5-2   | 5-2   |
| 5    | Juan Delgado      | Espanya   | 1         | 12 | 24 | 0-5   | 4-5   | 1-5   | 2-5   | X     | 5-4   |
| 6    | Kurt Ettinger     | Àustria   | 0         | 13 | 25 | 3-5   | 2-5   | 2-5   | 2-5   | 4-5   | X     |

| Pos. | Tirador             | Nació        | Victòries | TF | TC | Rival | Rival | Rival | Rival | Rival | Rival |
| Pos. | Tirador             | Nació        | Victòries | TF | TC | CAT   | SEL   | COU   | DE    | CAL   | LOR   |
| ---- | ------------------- | ------------ | --------- | -- | -- | ----- | ----- | ----- | ----- | ----- | ----- |
| 1    | Philippe Cattiau    | França       | 5         | 25 | 7  | X     | 5-3   | 5-2   | 5-0   | 5-1   | 5-1   |
| 2    | Edgar Seligman      | Regne Unit   | 4         | 23 | 17 | 3-5   | X     | 5-3   | 5-4   | 5-4   | 5-1   |
| 3    | Jacques Coutrot     | França       | 3         | 20 | 19 | 2-5   | 3-5   | X     | 5-4   | 5-4   | 5-1   |
| 4    | Xavier de Beukelaer | Bèlgica      | 2         | 18 | 17 | 0-5   | 4-5   | 4-5   | X     | 5-1   | 5-1   |
| 5    | George Calnan       | Estats Units | 1         | 15 | 22 | 1-5   | 4-5   | 4-5   | 1-5   | X     | 5-2   |
| 6    | Frithjof Lorentzen  | Noruega      | 0         | 6  | 25 | 1-5   | 1-5   | 1-5   | 1-5   | 2-5   | X     |

### Final
Es disputà el 4 de juliol.
| Pos. | Tirador             | Nació      | Victòries | TF  | TC  | Rival | Rival | Rival | Rival | Rival | Rival | Rival |
| Pos. | Tirador             | Nació      | Victòries | TF  | TC  | DUC   | CAT   | VAN   | COU   | LAR   | OSI   | DE    |
| ---- | ------------------- | ---------- | --------- | --- | --- | ----- | ----- | ----- | ----- | ----- | ----- | ----- |
| 1    | Roger Ducret        | França     | 6         | 30  | 14  | X     | 5-4   | 5-3   | 5-1   | 5-3   | 5-0   | 5-3   |
| 2    | Philippe Cattiau    | França     | 5         | 29  | 11  | 4-5   | X     | 5-0   | 5-2   | 5-3   | 5-0   | 5-1   |
| 3    | Maurice Van Damme   | Bèlgica    | 4         | 23  | 16  | 3-5   | 0-5   | X     | 5-0   | 5-1   | 5-1   | 5-4   |
| 4    | Jacques Coutrot     | França     | 3         | 18  | 25  | 1-5   | 2-5   | 0-5   | X     | 5-4   | 5-4   | 5-2   |
| 5    | Roberto Larraz      | Argentina  | 2         | 21  | 25  | 3-5   | 3-5   | 1-5   | 4-5   | X     | 5-4   | 5-1   |
| 6    | Ivan Osiier         | Dinamarca  | 1         | 14  | 27  | 0-5   | 0-5   | 1-5   | 4-5   | 4-5   | X     | 5-2   |
| 7    | Xavier de Beukelaer | Bèlgica    | 0         | 13  | 30  | 3-5   | 1-5   | 4-5   | 2-5   | 1-5   | 2-5   | X     |
| 8    | Edgar Seligman      | Regne Unit | DNF       | DNF | DNF | DNF   | DNF   | DNF   | DNF   | DNF   | DNF   | DNF   |